# Saint-Aubert

Saint-Aubert este o comună în departamentul Nord, Franța. În 1 ianuarie 2022 avea o populație de 1.563 de locuitori.